# Realmonte
Realmonte (Muntiṛṛiali in siciliano) è un comune italiano di 4 341 abitanti del libero consorzio comunale di Agrigento in Sicilia.

## Geografia fisica

### Territorio

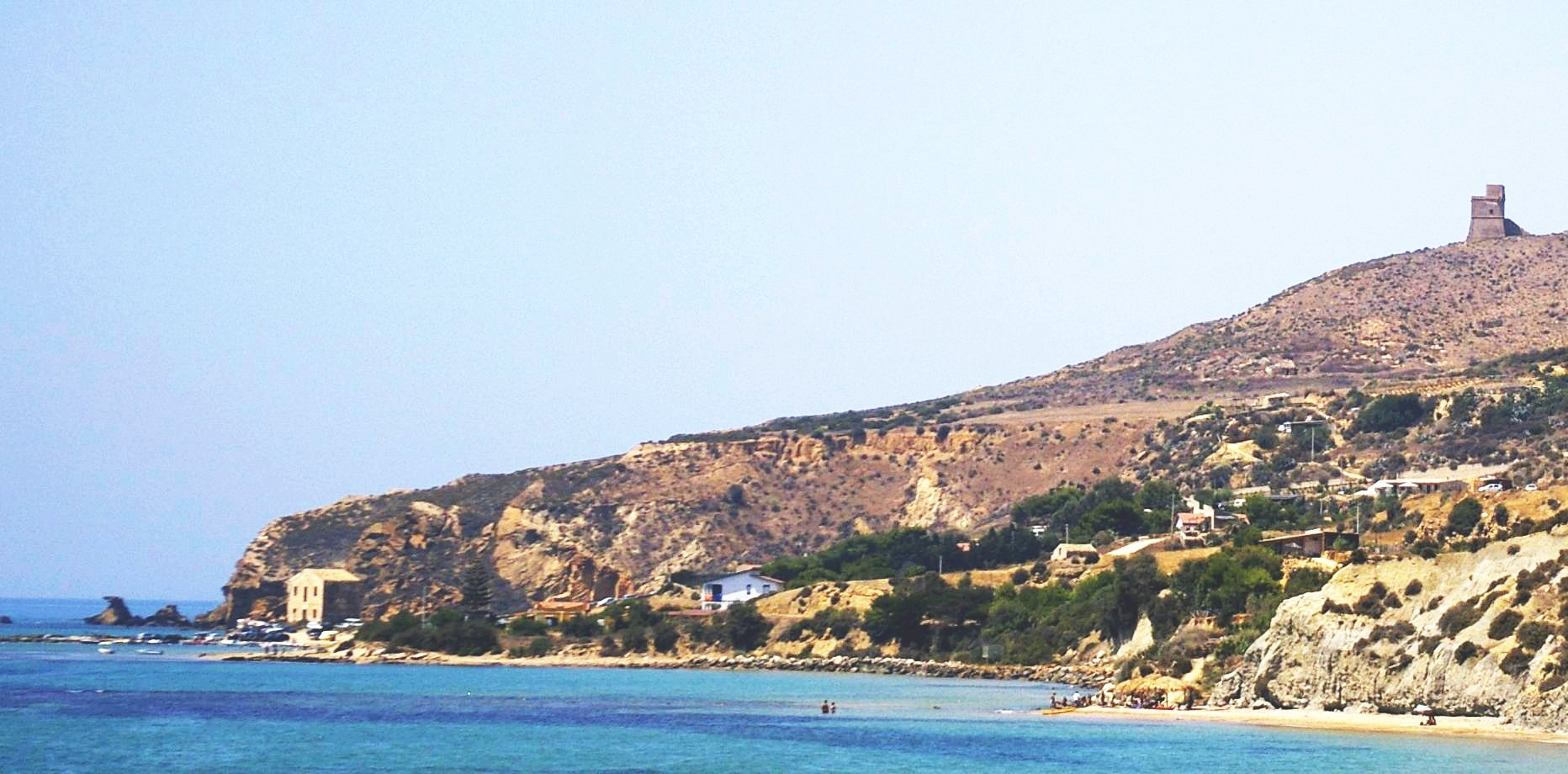
Il promontorio di Monte Rosso sormontato dalla torre del Camilliani

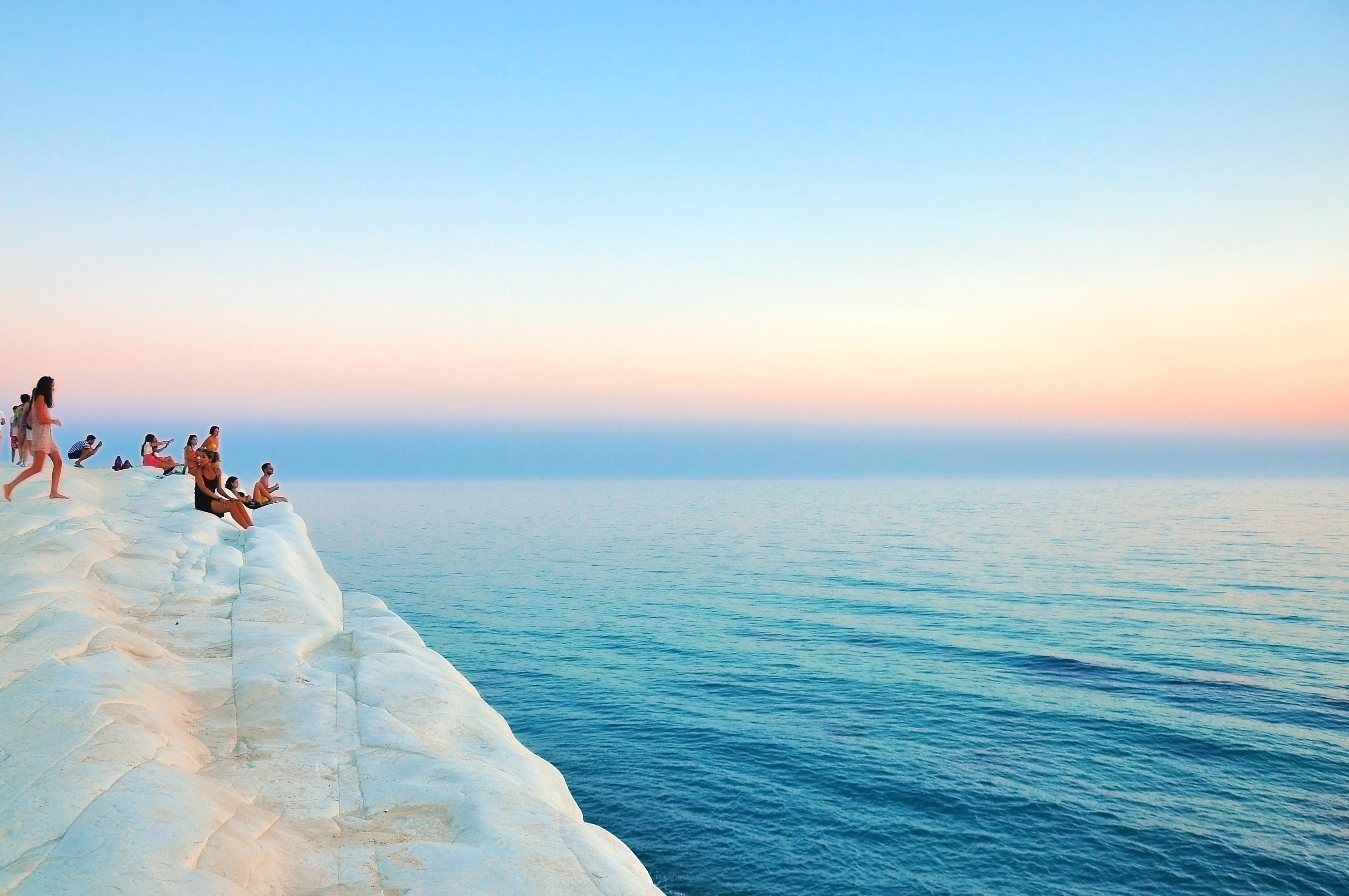
Particolare della Scala dei Turchi

Realmonte è un piccolo centro abitato della Provincia di Agrigento; dista circa 15 km dal capoluogo. Il paese è posto su una lieve collina che si affaccia sul mare; a ovest confina con Siculiana, da cui dista 4 km, mentre a nord e ad est confina con Porto Empedocle da cui dista 7 km. Il territorio presenta quote altimetriche crescenti procedendo dal mare, da quota zero a quota 400 m, a parte alcune zone che si ergono (Monte Rosso, Monte Rossello, Monte Giampaolo, Monte Mele).
Il centro abitato si trova nella fascia compresa tra 100 e 150 m s.l.m., con visuale sul mare. Al territorio appartengono le zone balneari di Lido Rossello, Punta Grande, Pergole, Giallonardo con vaste zone piane destinate all'edilizia estiva e spiagge. L'arco costiero ha una morfologia molto varia che comprende tratti di spiaggia e di scogliera. Il territorio presenta aspetti paesaggistici forti e mutevoli per caratteri orografici e tipo di vegetazione.
La fascia costiera è orograficamente omogenea -presenta, infatti, il tipo di "costa a picco sul mare" per quasi tutta la sua lunghezza-, ma nello stesso tempo è cromaticamente molto varia, in quanto, procedendo da est verso ovest, la colorazione della costa assume toni che vanno dal bianco, al grigio-azzurro, al rossiccio, con il variare del tipo di roccia. Anche la vegetazione gioca un ruolo determinante sulle variazioni cromatiche, specialmente nelle "zone rosse" (Monterosso e Monterossello), dove al rossiccio calcarenitico vediamo contrapposto il verde scuro della macchia mediterranea, fortemente presente, la quale fornisce un forte effetto chiaroscurale.
Per quanto riguarda la zona bianca, è estesa dalla Scala dei Turchi a Lido Rossello, la macchia mediterranea è presente sporadicamente tra i calanchi da cui è caratterizzato questo tratto di costa.
Un elemento di notevole interesse paesaggistico è rappresentato dalla Scala dei Turchi (Punta Majata), costituita da uno sperone di marna bianca prominente sul mare, cui le falde digradanti a strato conferiscono un aspetto molto suggestivo dai forti contrasti cromatici, se si pensa all'azzurro del mare e del cielo contrapposto al bianco accecante della roccia.
La forma che questo monumento della natura assume è quella per l'appunto di una scalinata, dove -secondo la leggenda- durante le invasioni moresche che imperversarono nel '500 i turchi (erroneamente chiamati, ma non troppo erroneamente dato che in realtà le invasioni corsare arabe furono favorite anzi promosse proprio dall'impero Ottomano, che imperversò sin dal 1299 e fino al 1922 in Asia minore.) approdarono nel territorio dell'odierna Realmonte inerpicandosi sulle stratificazioni di questa falesia.
Le invasioni delle coste siciliane furono molto favorite per contrastare i sovrani cattolici ed incutere terrore nelle popolazioni rivierasche nel tentativo di facilitare una possibile invasione in massa con la conquista dei territori cristiani. Come avvenne in effetti con il tentativo di conquistare Vienna sul versante est del sacro romano impero. La grande sconfitta della flotta turca nella Battaglia di Lepanto fu determinante per lo spegnersi delle incursioni rivierasche corsare.

## Storia

### Preistoria
Si stima che originariamente esisteva un istmo che collegava parte della costa della provincia di Agrigento a Capo Bon in Tunisia.
In diversi siti (Punta Grande, Scala dei Turchi, Casa Biondi, Monte Rossello, contrade Pergole e Giallonardo) sono stati rinvenuti resti di insediamenti preistorici risalenti a varie epoche: per l'Homo erectus i periodi Calabriano (2.800.000-700.000 anni), Siciliano (700.000-300.000 anni), Paleotirreniano (300.000-100.000 anni), ed Eutirreniano (100.000-20.000 anni) per quanto riguarda l'Homo Neanderthalensis.
Ciò è dimostrato dal ritrovamento nel promontorio di Capo Rossello di reperti umani (denti e frammenti di cranio) appartenenti ad un australopiteco del tipo "Africanus" o "Gracilis", che alcuni antropologi collocano tra i più lontani progenitori del genere "Homo", che hanno garantito al Paese fama internazionale poiché  tali reperti sarebbero i primi del genere  in Europa e tra i più antichi resti fossili in assoluto al mondo.
Importanti anche le Pebble Culture, insediamenti umani dediti alla produzione di utensili ricavati da ciottoli scheggiati, risalenti al periodo Calabriano, che sono considerate le fabbriche più antiche d'Europa.
A tale proposito nella zona di Pergole sono stati trovati complessi litici derivati dalla lavorazione di ciottoli interi. Il più importante reperto di questo tipo è l’"Amigdala di Realmonte", una pietra scheggiata dall'uomo, la quale fu donata negli anni trenta dal barone Luigi Tulumello al Museo Civico Agrigentino.
Altri di tipo analogo sono stati trovati su Monterossello. Numerosi i fossili presenti nel territorio, come quelli di Elephans Antiquus, progenitori degli odierni elefanti.
Si trovano nell'agro realmontino molte grotte di origine naturale in diverse epoche abitate dall'uomo: la grotta della Cortiglia, della Civita, di Gelonardo, di Cannameli, le Grotticelle e Grotta Affumata.
Ricordiamo anche la necropoli rupestre di contrada Spoglia Padrone al confine con il comune di Agrigento.

### Medioevo
Uno dei vasti feudi posti nelle adiacenze del fiume Mendola, nell'ultimo suo corso prima di sfociare nel Mediterraneo. Nel medioevo siciliano, questi feudi appartennero a diverse nobili casate dopo la liberazione della Sicilia dal dominio arabo. La Famiglia che ebbe per prima dopo quel periodo la baronia dei feudi in fiume Mendola all'inizio del 1300 fu quella dei Baroni Colletorto di Noto, che successivamente risiedettero anche a Castrogiovanni (attuale Enna). Proprio l'attuale contrada di Realmonte, prese il nome di Colletorto alias in fiume Mendola in onore della casata baronale cui era stato investito il feudo. I baroni Colletorto si estinsero nella famiglia dei Mirabella, potente casata dell'Ennese e del Siracusano. In seguito i feudi del fiume Mendola si trasmisero al Barone Giovanni Mirabella, morto in giovane età nel 1577.
Gli successe il parente a lui più prossimo Don Giuseppe Suriano Barone di Ramursura nel 1580, che si prodigò nel rilanciare la produttività agricola e ittica del posto, avviando una lenta ma continua immigrazione di contadini provenienti dai feudi di Ramursura, Gasba, Mirabella Imbaccari ecc. verso le terre del fiume mensola e della sua costa mediterranea. Avviò la ristrutturazione delle postazioni di guardia costiera.  La Casata dei Suriano d'origine Catalana (Sorianos, poi divenuti Suriano), fu imparentata con i Reali d'Aragona e giunse in Sicilia sbarcando con proprie milizie nel territorio compreso tra Partinico e Palermo, su diretto mandato di Pietro III d'Aragona in soccorso alla popolazione della grande isola mediterranea ribellatasi ai francesi "Angiò" nel 1282, di cui rimane memoria nei famosi "Vespri siciliani", a ragione dei notevoli soprusi subiti dalla popolazione da parte dei nobili francesi. I Suriano, grandi d'Aragona e Catalogna, "Fueros de Aragón", ottennero mandato di Baronia del Regno e governarono come conti della Marca (Marchesi) la Valle del Gela, quella del Dittaino e del Caltagirone, ottenendo anche la sovranità sui numerosi feudi dei gerosolimitani compresi tra Piazza Armerina, Adernò (attuale Adrano), Lentini e fino ad Agrigento. Furono Magistrati e capitani di giustizia di numerose città. Il ramo di Don Giuseppe deriva da quello di Piazza Armerina che ivi si stabilì attorno al 1300, giungendo poi a Castrogiovanni attuale Enna, avendo anche vasti possedimenti nel territorio di Calascibetta.
Il ramo principale detenne un potere ducale sui capitoli gerosolimitani di S.Andrea e Sant'Elia, con ampio mero e misto impero. Don Giuseppe Suriano dotò i feudi della Mendola alla figlia donna Caramanna con vincolo di fedecommesso testamentario imposto dal Capo della Casata:Don Angelo Antonio Achille III, che la obbligava alla trasmissione del cognome alla prole ed all'obbligo dell'investitura, che donna Caramanna non riuscì ad adempiere in vita e che fu causa di dispute dinastiche. Il figlio di Donna Caramanna Don Pompilio Petruso Suriano cedette al Duca Domenico Monreale il Feudo di Colletorto, senza tuttavia anche lui aver ottemperato ai doveri previsti dal fedecommesso testamentario. L'attuale città di Realmonte nasce grazie ai Monreale, Duchi di Castrofilippo. Il Duca Domenico Monreale, che acquistò il 14 agosto 1681 il feudo Mendola dai Marchesi Suriano di Ramursura, baroni di Colletorto alias Mendola e delle terre di Mirabella e Gasba. Il Duca Monreale ottenne la "Licentia Fabricandi et populandi" e lo rinominò Realmonte per celebrare la sua casata. Per l'edificazione del nuovo feudo, vi trasferì 250 persone (quasi tutte originarie di Castrofilippo). Tuttavia le dispute dinastiche sul possesso delle Terre di Mirabella, tra cui la legittimità della vendita del feudo Colletorto, continuarono tra i componenti della Casata Suriano e tra questi e le nuove parentele sopraggiunte ossia i Petruso Varisano ed i Grimaldi. Fino a che nel 1812 furono di fatto aboliti i vassallaggi feudali e con questi anche le dispute successorie.
Le terre particolarmente fertili e l'entroterra che si spinge verso il cuore della Sicilia, rendevano assai interessante ed appetibile l'invasione costiera corsara. Ma fino al 1500 questa fu limitata a brevi scorrerie, che tuttavia con la successiva ambizione espansiva e potenza acquisita dall'impero ottomano, che la sostenne notevolmente, divenne sempre più organizzata ed invadente, tanto da far già provvedere i Baroni Colletorto a qualche sistema di difesa costiera, come i torrioni e fortificazioni di guardia. Strategicamente posizionate lungo la costa e ben visibili dal mare, ebbero fino al '600 più una funzione di deterrente militare che non una vera azione difensiva. Ciò anche a causa delle successioni baronali del feudo, anche se tutte praticamente trasmesse in seno alla parentela: Colletorto, Mirabella, Suriano con alfine solo i Monreale, non legati da stretti vincoli di parentela. Nonostante ciò le torri di guardia, ebbero una buona capacità dissuasiva sulle scorrerie corsare, le vestigia delle torri, per lo più ben conservate, possono essere ben osservate lungo la splendida costa dell'ex feudo di Colletorto.

### Simboli
Lo stemma e il gonfalone di Realmonte sono stati concessi con decreto del presidente della Repubblica del 3 maggio 1974.
Il gonfalone è un drappo di colore azzurro.

## Monumenti e luoghi d'interesse
- Scala dei Turchi con annesso Belvedere (SP68 Realmonte);
- Villa Romana (secolo II d.C.);
- Cattedrale di Sale (sottosuolo della Miniera di Realmonte, via Miniera);
- Torre di Monte Rosso, secolo XVI (contrada Pergole);
- Spiagge di: Punta Grande, Punta Majata, Lido Rossello, Pergole, Cappiddrazzu, Giallonardo spiaggetta e Spiaggia grande;
- Monte Rossello (sede del Faro di Capo Rossello e di una terrazza con vista sulla costa est e ovest di Realmonte);

## Società

### Evoluzione demografica
Abitanti censiti

## Economia
Il territorio del comune è particolarmente ricco di risorse turistiche: balneari, naturalistiche, culturali (archeologiche e gastronomiche, storie e leggende), religiose, esperienziali.Nel paese e nei villaggi della Costa (Punta Grande, Lido Rossello, Giallonardo, Pergole) vi sono strutture turistiche: alberghiere, extralberghiere e ristorative. 5 prodotti gastronomici realmontesi (Cuddriruni, Mmugliulati, Coddra chi sardi, Duci di tibbi, Cuddriruni duci)
sono inseriti nelle liste dei PAT.

## Infrastrutture e trasporti
Realmonte è collegato con il capoluogo e gli altri comuni della fascia costiera grazie alla strada statale 115. La strada provinciale (SP 68) collega la località di Punta Grande al confine con il territorio di Porto Empedocle con i 2 belvedere sulla Scala dei Turchi e il Lido Rossello. Fino al 1978 era presente una stazione della ferrovia Castelvetrano-Porto Empedocle oggi chiusa all'esercizio.

## Amministrazione
Di seguito è presentata una tabella relativa alle amministrazioni che si sono succedute in questo comune.
| Periodo          | Periodo          | Primo cittadino          | Partito                            | Carica  | Note   |
| ---------------- | ---------------- | ------------------------ | ---------------------------------- | ------- | ------ |
| 28 aprile 1989   | 22 giugno 1992   | Giovanni Sciortino       | Democrazia Cristiana               | Sindaco | [ 11 ] |
| 3 luglio 1992    | 12 ottobre 1994  | Francesco Paolo Sidoti   | Partito Socialista Italiano        | Sindaco | [ 11 ] |
| 3 novembre 1994  | 17 giugno 1996   | Giovanni Bruno Gallo     | Partito Democratico della Sinistra | Sindaco | [ 11 ] |
| 17 giugno 1996   | 7 febbraio 1997  | Paolo Cottone            | Partito Democratico della Sinistra | Sindaco | [ 11 ] |
| 19 febbraio 1997 | 17 aprile 2000   | Giovanni Celauro         | Centro Cristiano Democratico       | Sindaco | [ 11 ] |
| 17 aprile 2000   | 17 maggio 2005   | Pasquale Giuseppe Zicari | Centro Cristiano Democratico       | Sindaco | [ 11 ] |
| 17 maggio 2005   | 1º giugno 2010   | Giuseppe Farruggia       | lista civica                       | Sindaco | [ 11 ] |
| 1º giugno 2010   | 2 giugno 2015    | Piero Puccio             | lista civica                       | Sindaco | [ 11 ] |
| 2 giugno 2015    | 6 ottobre 2020   | Calogero Zicari          | lista civica                       | Sindaco | [ 11 ] |
| 6 ottobre 2020   | 25 febbraio 2025 | Santina Lattuca          | lista civica                       | Sindaco | [ 11 ] |

### Gemellaggi
Realmonte è gemellata con:
- Hornaing, dal 2011
- Perm', dal 2011
- Eppelborn', dal 2013

### Altre informazioni amministrative
Il comune di Realmonte fa parte delle seguenti organizzazioni sovracomunali: regione agraria n. 5 (Colline litoranee di Agrigento).